# Pteris arisanesis
Pteris arisanesis là một loài thực vật có mạch trong họ Pteridaceae. Loài này được Tagawa miêu tả khoa học đầu tiên năm 1936.